# Zosterop de Mayotte
El zosterop de Mayotte (Zosterops mayottensis) és un ocell de la família dels zosteròpids (Zosteropidae).

## Hàbitat i distribució
Habita boscos i matolls de l'illa de Mayotte, a les Comores.